# Dopełnienie bliższe
Dopełnienie bliższe – dopełnienie odnoszące się do czasownika przechodniego. Przy zamianie ze strony czynnej na stronę bierną, staje się ono podmiotem mianownikowym zdania w stronie biernej. Termin „dopełnienie bliższe” jest stosowany w niektórych opisach gramatycznych.

## Język polski
W języku polskim dopełnienie bliższe najczęściej wyrażane jest w bierniku (w zdaniach twierdzących) lub w dopełniaczu (w zdaniach przeczących). Sporadycznie może wystąpić w innych przypadkach, np. w narzędniku .
Przykłady:
Chłopiec głaszcze kotkę. (dopełnienie bliższe w bierniku)
Kotka jest głaskana przez chłopca.
Ciocia nie kąpie dziecka. (dopełnienie bliższe w dopełniaczu)
Dziecko nie jest kąpane przez ciocię.
Policjantka kieruje ruchem. (dopełnienie bliższe w narzędniku)
Ruch jest kierowany przez policjantkę.

## Esperanto
W esperanto dopełnienie bliższe oznaczane jest zawsze za pomocą końcówki -n. na przykład: Hundo mordas homon („Pies gryzie człowieka”).